# Судоподъёмник Сен-Луи — Арзвиллер

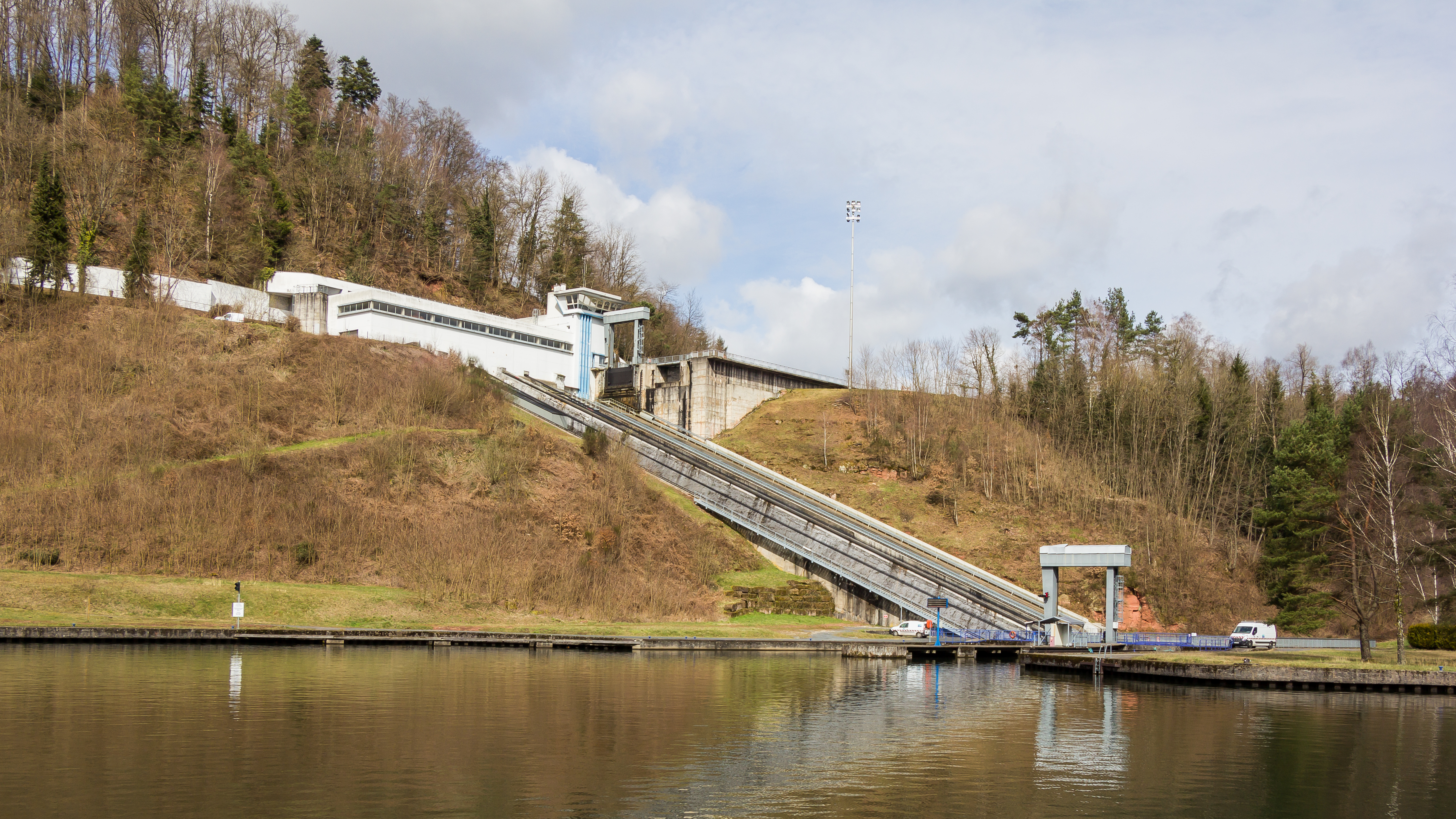
Судоподъёмник Сен-Луи — Арзвиллер, 2018 год.

Наклонный судоподъёмник Сен-Луи — Арзвиллер (фр. Plan incliné de Saint-Louis-Arzviller) расположен на участке канала Марна — Рейн, пересекающем Вогезы во Франции, между городами Арзвиллер (фр. Arzviller) и Сен-Луи (фр. Saint-Louis) департамента Мозель.

## История
Возможность соединить бассейны Сены и Рейна рассматривалась ещё при Людовике XVI, однако сам проект был разработан только в 1826 году инженером-строителем мостов и дорог Барнабе Бриссоном (фр. Barnabé Brisson). И в 1838 году главный конструктор Бриссона, инженер Шарль-Этьень Коллиньон (фр. Charles-Étienne Collignon) приступил к строительству канала судоходного Марна — Рейн.

На пути канала были встречены ряд природных препятствий, в том числе хребет Северные Вогезы. Канал проходил через Савернский перевал (фр. Col de Saverne) и представлял собой лестницу из 17 судоходных шлюзов на участке длиной 4 километра и перепадом высот 44,45 метра, прохождение которой занимало сутки. Перепад высоты между шлюзами составлял 2,6 метра. Каждому шлюзу был назначен государственный служащий, который жил неподалёку в предоставленном государством доме и следил за функционированием системы 7 дней в неделю (не менее 12 часов в день). При этом канал был настолько узок, что на нём не могли разминуться две баржи. 
В результате был объявлен международный конкурс, на котором были представлены различные проекты судоподъёмников. Вариант наклонного продольного подъёмника, когда судно расположено вдоль направления перемещения (например, судоподъёмник Ронкьер в Бельгии) не подошёл по топологии (уклон), так как одним из условий было сохранение старого участка канала. В этом случае был принят вариант поперечного судоподъёмника (судно располагается перпендикулярно направлению перемещения). На тот момент существовал всего один подъёмник такого типа — наклонный судоподъёмник в Фокстоне (англ. Foxton Locks), графства Лестершир в Англии, построенный в 1900 году.
В 1969 году судоподъёмник Сен-Луи — Арзвиллер был построен и благополучно заменил собой 17 шлюзов. Если до этого, прохождение участка занимало целый день, то с вводом в эксплуатацию подъёмника, время преодоление сократилось до нескольких минут.

## Конструкция
Судоподъёмник представляет собой стальную ванну (кессон), длина которой 41,5 м, ширина — 5,5 м, глубина — 3,2 м (полный объём 730 м³) и весом 900 тонн, скользящую вверх и вниз (имеется 32 стальных колеса) по наклонным направляющим длиной 120 метров. Средняя скорость движения равна 0,6 м/с (2,2 км/ч).
Вся система работает за счёт действия двух 450-тонных противовесов, которые крепятся к ванне 14 тросами (диаметром 2,7 см) каждый. К тому же подъёмник имеет два электромотора по 120 лошадиных сил (90 кВт) каждый, за счёт которых осуществляется контроль за скоростью подъёма или спуска.

## Производительность
Судоподъёмник Сен-Луи — Арзвиллер способен перевозить 39 барж в сутки. Время спуска или подъёма — 4 минуты, а общее время на одно судно составляет 20 минут, за которые необходимо пройти 4 подъёмных ворот (двое на кессоне и по одному на каждом уровне). 
Первоначально было запланировано два кессона, но в связи с падением интенсивности перевозок посредством водного транспорта, был построен всего один. Однако снижение транспортных торговых перевозок частично компенсируется туристическими экскурсиями и обслуживанием прогулочных катеров (около 150 000 посетителей в год). Если в 1979 году торговых судов было зарегистрировано 2 914, а прогулочных всего 521, то в 2004 году торговых — 284, а прогулочных — 6 624.